# Bothriochloa
Bothriochloa Kuntze, 1891 è un genere di piante angiosperme monocotiledoni della famiglia delle Poacee (o Graminaceae).

## Distribuzione e habitat
Il genere ha una distribuzione cosmopolita.

## Tassonomia
Il genere comprende le seguenti specie:
- Bothriochloa alta (Hitchc.) Henrard
- Bothriochloa barbinodis (Lag.) Herter
- Bothriochloa biloba S.T.Blake
- Bothriochloa bladhii (Retz.) S.T.Blake
- Bothriochloa bunyensis B.K.Simon
- Bothriochloa campii (Swallen) De Wet
- Bothriochloa catharinensis Dalmolim & A.Zanin
- Bothriochloa compressa (Hook.f.) Henrard
- Bothriochloa decipiens (Hack.) C.E.Hubb.
- Bothriochloa edwardsiana (Gould) Parodi
- Bothriochloa erianthoides (F.Muell.) C.E.Hubb.
- Bothriochloa eurylemma M.Marchi & Longhi-Wagner
- Bothriochloa ewartiana (Domin) C.E.Hubb.
- Bothriochloa exaristata (Nash) Henrard
- Bothriochloa glabra (Roxb.) A.Camus
- Bothriochloa grahamii (Haines) Bor
- Bothriochloa hirtifolia (J.Presl) Henrard
- Bothriochloa hybrida (Gould) Gould
- Bothriochloa imperatoides (Hack.) Herter
- Bothriochloa insculpta (Hochst. ex A.Rich.) A.Camus
- Bothriochloa ischaemum (L.) Keng
- Bothriochloa kuntzeana (Hack.) Henrard
- Bothriochloa laguroides (DC.) Herter
- Bothriochloa longifolia (Hack.) Bor
- Bothriochloa longipaniculata (Gould) Allred & Gould
- Bothriochloa macera (Steud.) S.T.Blake
- Bothriochloa meridionalis M.Marchi & Longhi-Wagner
- Bothriochloa modesta (Backer) Backer & Henrard
- Bothriochloa pertusa (L.) A.Camus
- Bothriochloa pseudoischaemum (Nees ex Steud.) Henrard
- Bothriochloa radicans (Lehm.) A.Camus
- Bothriochloa saccharoides (Sw.) Rydb.
- Bothriochloa springfieldii (Gould) Parodi
- Bothriochloa torreyana (Steud.) Scrivanti & Anton
- Bothriochloa velutina M.Marchi & Longhi-Wagner
- Bothriochloa woodrovii (Hook.f.) A.Camus
- Bothriochloa wrightii (Hack.) Henrard